# Battaglione alpini "Morbegno"
Il Battaglione alpini Morbegno è un reparto alpino dell'Esercito Italiano con sede a Vipiteno.
Il Battaglione alpini Morbegno è un'unità dell'esercito Italiano, con sede a Vipiteno, facente parte del 5º Reggimento Alpini.
Ha partecipato ad entrambe le guerre mondiali, ed a svariate operazioni e missioni, in patria ed all' estero.

## Il Battaglione
Il Battaglione è formato da tre compagnie di fucilieri ed una di supporto alla manovra.
- -  Battaglione Alpini "Morbegno"
    -  44º compagnia "L'Ardita"
    -  45º compagnia "L'Fer"
    -  47º compagnia "L'Audace"
    -  107º compagnia supporto alla manovra "Là Dove Voglio"

## Storia
Il Battaglione Alpini Morbegno nasce come derivato dell 11º compagnia Chiavenna nel 1873, nel Distretto Militare di Como.
Entra nel 1882 nel 5º Reggimento Alpini assieme ai Battaglioni alpini Tirano e Edolo.
Le compagnie assegnate erano la 44° 45° e 46°.
Le zone di reclutamento erano e rimasero sino all'abolizione della leva obbligatoria, principalmente: il lecchese, il comasco, il varesotto e la bassa valtellina.
Si contraddistinse sin dall'inizio per il grande spirito di appartenenza al corpo, dotato di uomini tenaci e scelti, (più di quanto non lo siano già di base gli Alpini e i soldati in generale).
Il battaglione prese parte al suo primo conflitto nella Prima guerra mondiale, dove prese parte a numerose battaglie, a cominciare dal battesimo di fuoco, che avvenne il 9 giugno 1915 sul passo del Tonale, oltre i 2500 m s.l.m.
Combatté tra le varie battaglie anche sull'Adamello e sull' Ortigara.
La battaglia più cruenta del Battaglione fu combattuta sul Monte Fior, tra il 5 e 8 giugno 1916, dove gli Alpini del Morbegno diedero grande prova di loro resistendo strenuamente, nonostante le numerosissime perdite e difendendo eroicamente le cruciali posizioni, impedendo al nemico di dilagare nell'Altipiano di Asiago e di prendere alle spalle l'esercito appostato sul Carso.
Guadagnandosi così la medaglia d'argento al valor militare.
Nel 1935 viene inquadrato nella Divisione Tridentina.
Con l'entrata in guerra dell'Italia nel 1940, partecipò con numerose azioni su tutti i fronti, da quello occidentale, a quello greco/albanese, sino alla campagna di Russia, dove nel gennaio del 1943 si sacrificò venendo annientato nei pressi di Warwarowka, proteggendo e permettendo così alla Divisione Tridentina di proseguire nella ritirata sino a Nikolaevka dove anche i pochi superstiti del Morbegno presero parte alla decisiva battaglia.
Guadagnandosi insieme al Reggimento la medaglia d'oro al valor militare.
Terminata la guerra, il Morbegno fu ricostituito il 1º gennaio 1956 sempre nel 5º Reggimento Alpini.
Inizialmente nella Brigata alpina "Orobica" ed attualmente nella brigata alpina Julia.

## Onorificenze
- Medaglia d'Argento al Valor militare

Al Battaglione "Morbegno"
Per il fulgido valore e la granitica tenacia con cui il battaglione "Morbegno" resistette saldamente, pur con gravissime perdite, a soverchianti forze nemiche, mantenendo, in epica difesa, importantissime posizioni.
(Monte Fior - Castelgomberto, 5-8 giugno 1916)